# تاشا رین
تاشا رین (انگلیسی: Tasha Reign؛ زاده ۱۵ ژانویهٔ ۱۹۸۹) بازیگر پورنوگرافی اهل ایالات متحده آمریکا است.